# Lucien Sarti
Pour les articles homonymes, voir Sarti.
Lucien Sarti, né vers 1931 en Corse et mort le 27 avril 1972 à Mexico (Mexique), est une figure du milieu marseillais, autant comme trafiquant de drogue que tueur à gages pour le compte de la French connection. 

## Biographie
Il travaille pour Auguste Ricord, un trafiquant marseillais d'origine corse de la French connection à Marseille.
Le 24 février 1966, il est l'un des meurtriers de l’agent de police no 732 Albert De Leener, abattu  rue Montagne de l’Oratoire, en contrebas des locaux du journal Le Soir.
Sur son lit de mort, l'ancien agent de la CIA Howard Hunt le nomme comme étant l'une des personnes ayant tiré sur le président John Fitzgerald Kennedy lors de son assassinat en 1963 à Dallas, cette hypothèse étant une des nombreuses théories sur l'assassinat de Kennedy.
Il est tué par la police de Mexico en avril 1972, alors qu'il attend la livraison d'un colis de 100 kg d'héroïne en provenance d'Europe.